# أحمد حسن عوكي
أحمد حسن عوكي (1943 – 16 نوفمبر 2015) (بالصومالية: Axmed Xasan Cawke)‏ صحفي صومالي مخضرم  قضى معظم حياته في الإعلام. ويُعتبر أحد أفضل الصحفيين الصوماليين عمل كمراسل خاص للرئيس الصومالي الراحل سياد بري حتى انهيار النظام في عام 1991. 

## خلفية تاريخية
ولد أحمد حسن عوكي في بلدة وجالي الحدودية عام 1943. وكان والده رجل أعمال معروف في أرض الصومال.  انتقل بعد حفظ القرآن إلى مدينة عدادلي، حيث أكمل تعليمه الابتدائي والثانوي. أكمل الدراسات العليا في مدينة بربرة عام 1971، وعمل بعدها مدرسا لمدة عام. 

## حياته المهنية
بدأ عوكي مسيرته المهنية في إذاعة مقديشو عام 1972 ثم أصبح مراسلًا في التلفزيون الوطني الصومالي عام 1983. في عام 1996، انضم إلى القسم الصومالي في هيئة الإذاعة البريطانية ثم انتقل إلى إذاعة صوت أمريكا في عام 2007. كما عمل مع تلفزيون هورن كيبل وتلفزيون يونيفرسل والتلفزيون الوطني لصوماليلاند.  صرح الرئيس الصومالي حسن شيخ محمود أن عوكي قدم مساهمة كبيرة في تاريخ الصومال. 

## وفاته
توفي في 17 نوفمبر 2015 في مدينة جيجيجا عاصمة الإقليم الصومالي في إثيوبيا ودُفن في اليوم التالي في مدينة وجالي مسقط رأسه.